# Silicon Fen
Silicon Fen – inaczej Cambridge Cluster. Nazwa nawiązuje do Silicon Valley w Kalifornii, USA, i oznacza obszar wokół miasta Cambridge, w Anglii, na którym skupione są firmy i przedsiębiorstwa specjalizujące się w technologiach określanych jako high-tech w dziedzinach biotechniki, elektroniki i oprogramowania. Wiele z tych firm ma powiązania z Uniwersytetem w Cambridge. Obecnie rejon ten uznawany jest za jeden z najważniejszych ośrodków rozwoju nowych technologii w Europie. 
Zainteresowanie nowymi technologiami na tym terenie rozpoczęło się wraz z Acorn Computers.